# Ejnar Westling
Olof Ejnar Westling, född 20 mars 1896 i Ljusdal, död 25 juni 1961 i Stockholm, var en svensk kompositör och sångtextförfattare. Han var även verksam under pseudonymerna Gunnar Dahl, Stefan Kamensky och Per Hjort.
Westling komponerade i huvudsak populärmusik, han skrev och tonsatte sånger, där den mest kända är Barnatro, som han 1934 sålde till en förläggare för 50 kronor under pseudonymen Gunnar Dahl. Sången publicerades i mer än 100.000 exemplar med Anna-Lisa Öst (Lapp-Lisa) som sångare. 
Westling blev tidigt moderlös och placerades i ett fosterhem, där fosterföräldrarna tillhörde Ljusdals Missionsförsamling. Han blev medlem i Frälsningsarméns musikkår i Ljusdal 1909, där han redan som 14-åring skrev sin första kända komposition O själ, du som vandrar din väg framåt. Han slutade skolan 1909 och arbetade några år som målarlärling. 1913 sökte han sig till Stockholm där han kom att ingå i Frälsningsarméns stabsmusikkår, som turnerade i de nordiska länderna. Hans produktion omfattar över 300 titlar och av dessa skrev han även musiken till drygt 200. De Stim-pengar hans alster ännu inbringar, används för stipendier till kompositörer av populärmusik. 
Westling är begravd på Skogskyrkogården i Stockholm.

## Psalmer
- Det går inga vägar tillbaka, text av Ejnar Westling
- Har du kvar din barnatro Sions Sånger 1951 nr 60.
- O själ, du som vandrar din väg framåt

## Andra sånger i urval
- Aftonbön (För allt Du ger)
- Aftonklockorna (visa), musik av A. F. Marzian, text av Ejnar Westling
- Barndomsminnen
- Beduinens kärleksång (foxtrot), musik och text av Ejnar Westling
- Blombackavalsen (musik och text)
- Bröllopet i Flänga (musik och text).
- Bygdegårdshambo, text av Ejnar Westling
- Dansen i Delsbo
- De vackraste ögon i världen (De vakreste öine i verden) (sångvals), musik Berta Önnerberg, svensk text Ejnar Westling, norsk text "Lyktemannen"
- De' värsta, som jag vatt' mä om (visa), musik av Ejnar Westling, text av Martin Nilsson.
- Den gamla hallelujasången
- Dräng-Jans visa
- Då går dansen på bryggan
- Därhemma (visa), musik av Ejnar Westling, text av Martin Nilsson
- Där rosorna vissna och dö (text)
- En kärleksnatt vid Öresund (text)
- En natt i Nordens Venedig (tango-foxtrot), text av Ejnar Westling
- En sjömans gamla mor (långsam vals), musik och text av Ejnar Westling
- En sjömans längtan hem (vals), musik och text av Ejnar Westling
- En stjärnenatt
- Ett sjömansbrev
- Flickan vid Don (visa), musik av Ejnar Westling (pseud. "Stephan Kamensky"), text av Sven-Olof Sandberg
- Fyrvaktarvalsen
- Gökvalsen, musik av J. E. Jonasson, text av Ejnar Westling
- I drömmens rike (vals), musik och text av Ejnar Westling
- I nordisk sommarnatt
- I varje hamn (sjömansvals), musik och text av Ejnar Westling
- Julminnen
- Liana (vals), musik och text av Ejnar Westling
- Livet på landet (schottis)
- Londonderry Air (visa), text av Ejnar Westling
- Min hembygds melodi
- Min lilla dalahäst
- Mitt barndomshem bland fjällen
- När rosorna vissna och dö (vals), musik av Ejnar Westling (pseud "Stefan Kamensky") och text av Sten Njurling (pseud. "Igor Borganoff")
- På Myrgårds loge (hambo), musik av Ejnar Westling
- Sjömansvalsen, musik av E. Wide och text av Ejnar Westling
- På Skutö brygga (musik)
- Sleep my baby
- Stockholm du tjusande stad
- Svenske Holger (text)
- Tamara (tango), musik av S. Gyldmark och text av Ejnar Westling
- Venezia (vals), musik av Ejnar Westling
- Vår hembygds glada melodi (sommarvals), musik och text av Ejnar Westling
- Vänta på mig om du kan
- Åh, Johanna! (vals), musik av Wiga - Gabriel, text av Ejnar Westling

## Filmografi roller
- 1936 – På Solsidan - pianist